# 閣議人事検討会議
閣議人事検討会議（かくぎじんじけんとうかいぎ）は、各省庁の局長以上の幹部人事について事前に審査するため、かつて内閣官房長官と3人の内閣官房副長官が開催していた会議。

## 概要
各省庁の人事権は各大臣にあるが、1949年の閣議決定に基づき局長以上の幹部の任命には閣議了解を得ることになっていた。
1997年、この閣議了解人事について行政改革会議が行政改革推進に向けた内閣機能強化の観点から配慮を行うよう、第2次橋本内閣に提言した。行政改革会議の提言を受け、1997年5月16日の閣議で、各省庁の幹部人事について閣議了解の事前に内閣官房長官と3内閣官房副長官が参加する閣議人事検討会議を開催して審査することが決定された。
その後、2000年12月19日には、中央省庁等改革基本法第13条を踏まえ、前述の1949年の閣議決定に代わって「事務次官、局長その他の幹部職員の任免に際し内閣の承認を得ることについて」が閣議決定され、幹部職員の任免に際しては、あらかじめ閣議決定により内閣の承認を得ることとされた。さらに、2002年には、第1次小泉内閣において、特殊法人のトップで閣議口頭了解を要する人事についても、閣議人事検討会議の対象とすることとされた。
2007年夏に長期在任していた守屋武昌防衛事務次官の更迭と後任人事においては報道で閣僚人事検討会議が注目された。
2014年5月30日の内閣人事局設置に伴い、同年6月24日に閣議人事検討会議は廃止された。